# Callum Robinson
Callum Jack Robinson (Northampton, Inglaterra, Reino Unido, 2 de febrero de 1995) es un futbolista irlandés que juega como delantero y milita en el Cardiff City F. C. de la League One de Inglaterra.

## Carrera

### Aston Villa
Robinson es un futbolista producto de la cantera del Aston Villa. Debutó con el equipo el 24 de septiembre de 2013 en la Copa de la Liga en la fase de tercera ronda con una derrota por 0-4 en casa contra el Tottenham Hotspur, ingresando de cambio en lugar de Aleksandar Tonev a ocho minutos del final del partido. Su debut en Premier League se produjo el 19 de abril de 2014, como sustituto de Andreas Weimann en los últimos cinco minutos de un empate sin goles ante el Southampton en Villa Park, y luego hizo tres apariciones más como suplente para el resto de la temporada.

### Preston North End (préstamo)
Robinson fue cedido al Preston North End cuando el equipo se encontraba en la League One, inicialmente en un contrato de un mes oficializándose el 16 de septiembre de 2014 y debutó esa noche como sustituto contra el Chesterfield Football Club junto a su compañero en Aston Villa, Daniel Johnson. Su primer gol como profesional fue el 28 de octubre, para abrir el marcador en una victoria por 2-0 frente a Leyton Orient. El 10 de noviembre, Robinson anotó un hat-trick contra el Havant & Waterlooville en un 3-0 como visitante en la primera ronda de la FA Cup. Después de un exitoso paso con Preston, marcando 5 goles en 11 partidos entre liga y copa, Robinson fue llamado por el Aston Villa el 25 de noviembre, a pesar de que su préstamo había sido previamente extendido hasta enero de 2015.
Robinson volvió a Preston en préstamo por el resto de la temporada 2014-15 el día 2 de febrero de 2015.

### Bristol City (préstamo)
El 7 de agosto de 2015, Robinson se unió al Bristol City en calidad de préstamo para la temporada 2015-16. Él anotó su primer gol para el club en una derrota 3-1 ante el Luton Town en la Copa de la Liga de Inglaterra cuatro días más después de unirse al club. Su préstamo con el club se truncó el 2 de enero, después de no haber hecho ninguna aparición desde octubre.

### Regreso a Preston North End
El 5 de enero de 2016, Robinson volvió a firmar para el Preston North End hasta el final de la temporada, teniendo la camiseta número 37. El 4 de julio de 2016, Robinson se unió a los The Lilywhites en un contrato de tres años después de dos cesiones de éxito.

## Selección nacional
Robinson ha jugado para la sub-16 y sub-17 de la selección de fútbol de Inglaterra. Hizo su debut para Inglaterra sub-19 el 14 de noviembre de 2013 entrando como un sustituto. Marcó su primer en el minuto 88 del mismo partido. Él es elegible también para la selección de fútbol de la República de Irlanda.

## Estadísticas

### Clubes
Actualizado de acuerdo al último partido jugado el 7 de mayo de 2022.
| Club                                  | Div.          | Temporada     | Liga  | Liga  | Copa  | Copa  | Internacional | Internacional | Total | Total |
| Club                                  | Div.          | Temporada     | Part. | Goles | Part. | Goles | Part.         | Goles         | Part. | Goles |
| ------------------------------------- | ------------- | ------------- | ----- | ----- | ----- | ----- | ------------- | ------------- | ----- | ----- |
| Aston Villa F. C. Inglaterra          | 1.ª           | 2013-14       | 4     | 0     | 1     | 0     | —             | —             | 5     | 0     |
| Aston Villa F. C. Inglaterra          | Total club    | Total club    | 0     | 0     | 1     | 0     | 0             | 0             | 5     | 0     |
| Preston North End F. C. Inglaterra    | 3.ª           | 2014-15       | 26    | 4     | 2     | 3     | —             | —             | 28    | 7     |
| Bristol City F. C. Inglaterra         | 2.ª           | 2015-16       | 6     | 0     | 1     | 1     | —             | —             | 7     | 1     |
| Bristol City F. C. Inglaterra         | Total club    | Total club    | 6     | 0     | 1     | 1     | 0             | 0             | 7     | 1     |
| Preston North End F. C. Inglaterra    | 2.ª           | 2015-16       | 14    | 2     | 1     | 0     | —             | —             | 15    | 2     |
| Preston North End F. C. Inglaterra    | 2.ª           | 2016-17       | 42    | 10    | 4     | 1     | —             | —             | 46    | 11    |
| Preston North End F. C. Inglaterra    | 2.ª           | 2017-18       | 41    | 7     | 2     | 0     | —             | —             | 43    | 7     |
| Preston North End F. C. Inglaterra    | 2.ª           | 2018-19       | 27    | 12    | 1     | 1     | —             | —             | 28    | 13    |
| Preston North End F. C. Inglaterra    | Total club    | Total club    | 150   | 35    | 10    | 5     | 0             | 0             | 160   | 40    |
| Sheffield United F. C. Inglaterra     | 1.ª           | 2019-20       | 16    | 1     | 3     | 1     | —             | —             | 19    | 2     |
| Sheffield United F. C. Inglaterra     | Total club    | Total club    | 16    | 1     | 3     | 1     | 0             | 0             | 19    | 2     |
| West Bromwich Albion F. C. Inglaterra | 2.ª           | 2019-20       | 16    | 3     | 0     | 0     | —             | —             | 16    | 3     |
| West Bromwich Albion F. C. Inglaterra | 1.ª           | 2020-21       | 28    | 5     | 1     | 1     | —             | —             | 29    | 6     |
| West Bromwich Albion F. C. Inglaterra | 2.ª           | 2021-22       | 43    | 7     | 1     | 1     | —             | —             | 44    | 8     |
| West Bromwich Albion F. C. Inglaterra | Total club    | Total club    | 87    | 15    | 2     | 2     | 0             | 0             | 89    | 17    |
| Total carrera                         | Total carrera | Total carrera | 263   | 51    | 16    | 9     | 0             | 0             | 279   | 61    |